# Mark Bluvshtein
Mark Bluvshtein est un joueur d'échecs canadien né le 20 avril 1988 à Iaroslavl en Union Soviétique, grand maître international depuis 2004.

## Biographie et carrière
La famille de Mark Bluvshtein émigra d'Union Soviétique en Israël quand il avait cinq ans. Bluvshtein remporta le championnat d'Israël des moins de 10 ans et des moins de 12 ans. Sa famille émigra au Canada en 1999. En 2001, il devint, à treize ans, le plus jeune maître international de l'histoire du Canada. Il devint le plus jeune grand maître international canadien en 2004, à seize ans.
Bluvshtein finit troisième du championnat du monde des moins de 18 ans en 2005 et finit premier ex æquo du championnat open du Canada la même année.
Il représenta le Canada lors de cinq olympiades de 2002 à 2010, jouant au premier échiquier de l'équipe du Canada en 2008 et 2010.
Après avoir obtenu son diplôme en 2010, Bluvshtein disputa de nombreux tournois et matchs en 2010-2011, finissant premier ex æquo à Nuremberg (avec 5,5 points sur 7), à Groningue  (avec 6,5 points sur 9) et à l'open principal du mémorial Capablanca.
Il finit 1er-4e du championnat continental américain de 2011, ce qui le qualifiait pour la Coupe du monde d'échecs 2011 à Khanty-Mansiïsk où il fut éliminé au premier tour par le Russe Aleksandr Riazantsev.
Il a annoncé en septembre 2011, qui arrêtait sa carrière de joueur pour travailler dans la finance.